# Guerra russo-turca (1877-1878)
La Guerra russo-turca de 1877-1878 també coneguda com la Guerra d'Orient , va tenir els seus orígens en la voluntat russa d'aconseguir un accés a la mar Mediterrània i alliberar els pobles eslaus dels Balcans de l'Imperi Otomà.

## Antecedents
A Bòsnia i Hercegovina es va iniciar una revolta antiotomana durant l'estiu del 1875, causada principalment per la forta càrrega tributària imposada per l'administració turca. Malgrat una lleugera reducció dels impostos, la revolta va continuar fins a final del 1875, que va desembocar en l'alçament búlgar d'abril del 1876. La tensió a Bòsnia i el suport rus van encoratjar els principats de Sèrbia i Montenegro a declarar igualment la guerra a l'Imperi Otomà al qual pertanyien nominalment. La guerra va despertar els interessos imperialistes de dues grans potències: Rússia (Príncep Aleksandr Gortxakov) i Àustria-Hongria (Comte Andrassi), que van signar l'acord secret de Reichstadt el 8 de juliol, pel qual es dividien la Península Balcànica en funció del resultat de la guerra.
Les revoltes internes i les tensions internacionals van provocar una intensa convulsió política en el si de l'Imperi Otomà. D'una banda, es trobava el Sultà, Abdulaziz I, que estava obligat a continuar les reformes empreses per modernitzar l'estat otomà (Tanzimat). A elles s'oposava la noblesa turca, que desitjava conservar els seus privilegis enfront de les minories ètniques i religioses. Aquesta resistència estava en l'origen de les tensions nacionalistes, tant als Balcans com a Armènia. La successió de revoltes i pèrdues territorials es van materialitzar en un cop d'estat el maig de 1876 que va deposar el Sultà. Fou substituït breument per Murat V (maig-agost de 1876) i després per Abdul Hamid II, que va prometre aplicar una política de principis liberals que garantia els drets i llibertats de totes les minories ètniques i que els búlgars gaudirien dels mateixos drets que els otomans. Malgrat això, Rússia va continuar sent hostil envers l'Imperi Otomà i va postular que la constitució era només una solució parcial. A través de negociacions diplomàtiques, els russos van assegurar la no-intervenció d'Àustria-Hongria en futures operacions militars. Les restants potències estaven paralitzades pel fort suport de l'opinió pública a la idea de la independència búlgara, per la seva incredulitat en les intencions de l'exèrcit rus i per altres problemes interns.
L'agost del 1876, les tropes sèrbies van ser derrotades per l'exèrcit otomà, fet que contrariava els interessos russos i austríacs, que d'aquesta manera no podien reclamar cap territori otomà. No obstant això, les atrocitats comeses contra la població civil eslava durant la guerra i l'alçament búlgar d'abril van tenir una forta repercussió arreu d'Europa. Com a resultat, va tenir lloc, el mes de desembre d'aquell any, la Conferència de Constantinoble en la qual (Turquia no hi estava representada) les grans potències van debatre les fronteres d'una o més futures províncies autònomes búlgares dintre de l'Imperi Otomà. El 15 de gener de 1877, les potències representades a la Conferència de Constantinoble van exposar a Turquia les condicions que havien d'assegurar la pau a la regió. Encara que les més occidentals van realitzar concessions sobre les seves postures originals, Alemanya es va mantenir ferma en la seva exigència que l'Imperi Otomà abandonés Bulgària i els Balcans. Mentrestant, Rússia acumulava tropes a la frontera amb Turquia a l'espera de la ruptura de les negociacions. Atès que el govern turc va rebutjar l'ultimàtum de retirar-se dels Balcans, la Conferència es va donar per finalitzada sense arribar a cap acord que pogués permetre una solució pacífica al conflicte.

## Continuació:el borni i el cec
Rússia va declarar la guerra a Turquia el 24 d'abril del 1877. Alguns descriuen aquesta guerra com «una guerra entre el borni i el cec» a causa dels molts errors d'estratègia comesos per ambdós bàndols, encara que això era un problema comú a totes les guerres contemporànies, des de la guerra de Crimea fins a la guerra dels bòers.
Sobre el paper, el resultat de la guerra era incert. Els russos tenien capacitat per armar un exèrcit més gran, de fins a 200.000 homes, mentre que els turcs comptaven amb només uns 160.000 soldats, però tenien l'avantatge de les fortificacions i del control total del mar Negre, a més de comptar amb vaixells patrullers al Danubi. No obstant això, la capacitat militar turca podia estimar-se en un 25% del que s'ha exposat en les xifres. A més, els turcs desconeixien totalment els plans russos i van fer pocs intents per predir les seves accions i contrarestar-les, van preferir mantenir-se en les fortificacions esperant l'arribada de l'enemic.
El comandament militar turc a Istanbul havia subestimat la capacitat russa. No va creure que els russos creuarien el Danubi lluny del delta, van pensar que preferirien el camí més curt per la costa del Mar Negre, tot i que en aquesta àrea hi havia les fortaleses turques més solvents, ben subministrades i fornides. A la part interior del Danubi només havia una posició correctament fortificada, la de Vidin, on es trobaven les tropes liderades per Osman Paixà, recentment victorioses contra els serbis.

## Curs de la guerra

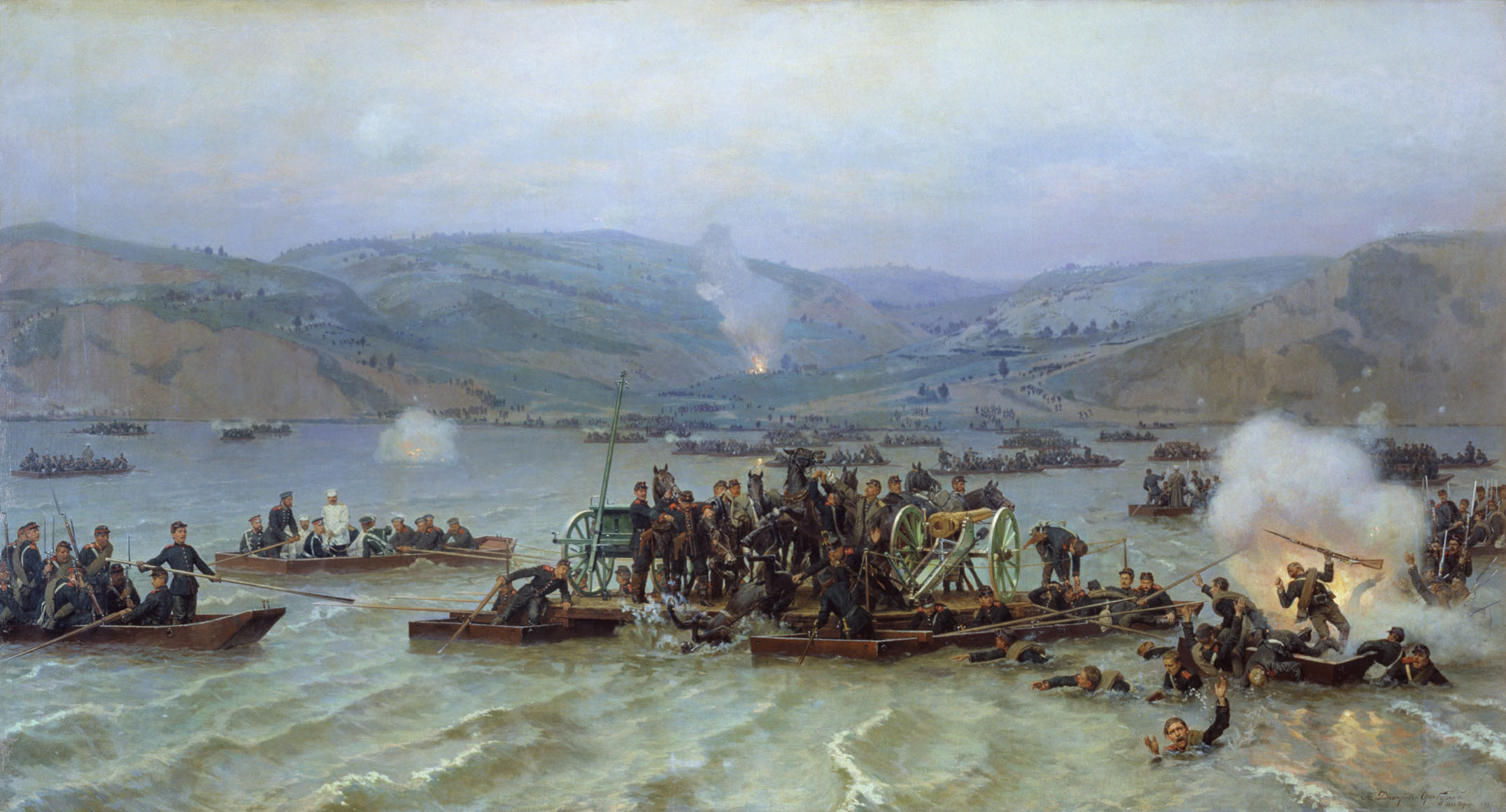
Russos creuant el Danubi, obra de Nikolai Dmitriev-Orenburgsky, el 1883

Des de l'inici de la guerra, Rússia va destruir totes les embarcacions del Danubi, assegurant-se'n el pas per qualsevol punt. Al juny, una petita unitat russa va passar el Danubi prop del delta, a Galatz i va marxar cap a Russe. Això va confirmar als turcs que la gran força russa utilitzaria aquesta zona per a travessar el riu. Al juliol, els russos van construir un pont a través a Svixtov, indret on no hi havia tropes turques significatives. El comandament a Istanbul va ordenar Osman Paixà que anés a protegir la fortalesa de Nikòpol, però de camí Paixà es va assabentar que els russos ja l'havien conquerit i es va dirigir cap a la vila de Pleven.
A penes 24 hores després que Paixà fortifiqués Pleven, nombroses forces russes a càrrec del carismàtic "General Blanc" Mikhaïl Skóbelev van atacar la ciutat. Osman Paixà va organitzar una defensa brillant i va repel·lir dos atacs russos ocasionant-los pèrdues enormes. Els bàndols tenien la mateixa quantitat d'elements i l'exèrcit rus se sentia desanimat. La majoria dels analistes coincideixen que un contraatac hauria permès als turcs prendre el control i destruir el pont. No obstant això, Osman Paixà tenia l'ordre de mantenir-se en el fort de Pleven, i allí es va quedar.

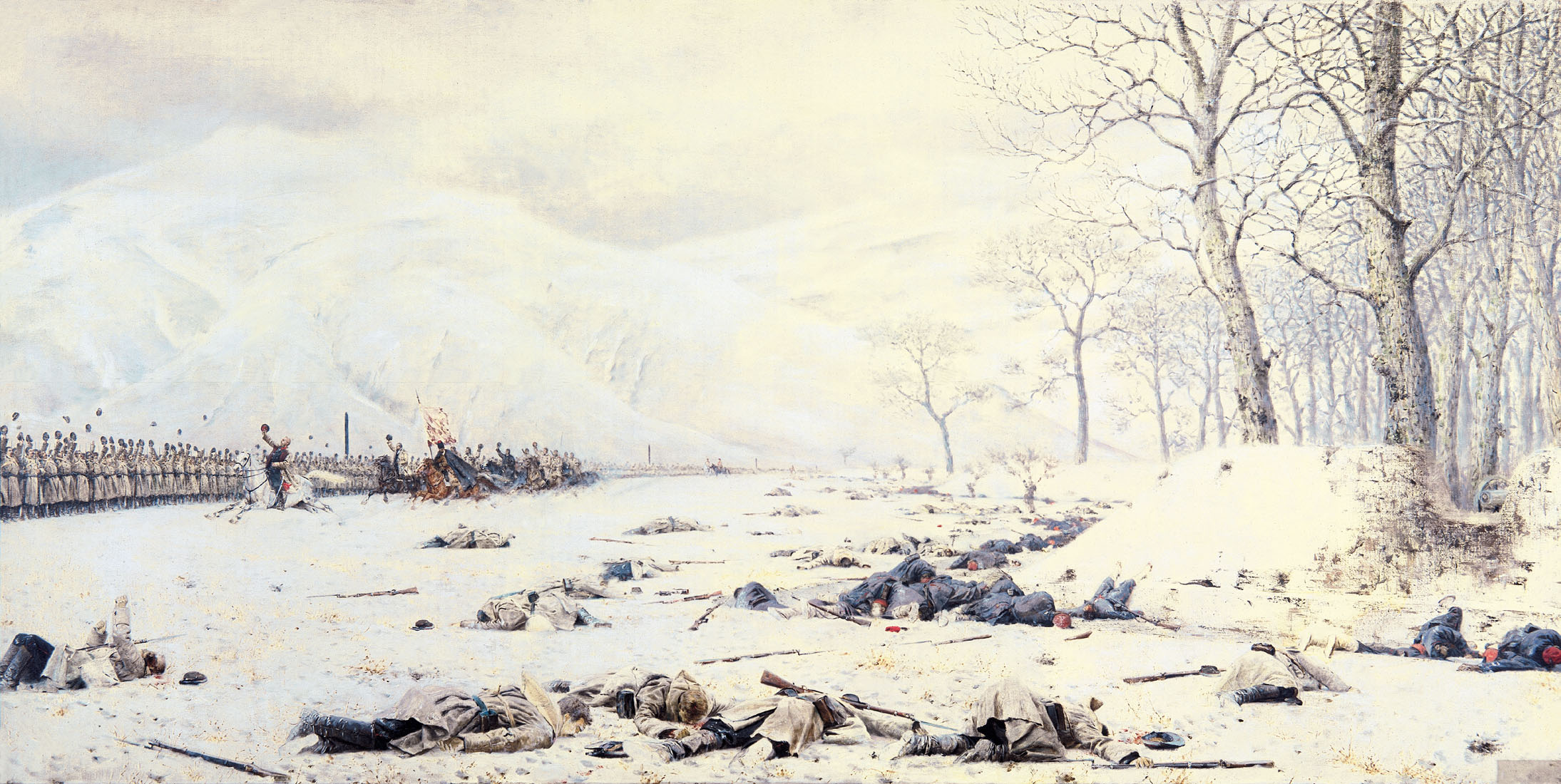
Camp de Batalla prop del Pas de Xipka (Pintura de Vasili Veresxaguin)

Rússia no tenia més tropes per assaltar Pleven, de manera que la van assetjar i demanaren als romanesos que els donessin suport amb tropes. Poc després, les forces romaneses van creuar el Danubi i se'ls van unir. El 16 d'agost, a Gorni-Studen, els exèrcits al voltant de Pleven - reanomenats com a Exèrcits de l'Oest - van quedar sota el control del príncep romanès Carles I, assessorat pel general rus Pavel Dmitrievitx Zotov i el general romanès Alexandru Cernat. Els romanesos van lluitar per capturar els reductes de Grivitza al voltant de Pleven, i els van mantenir sota control fins al final. El setge de Pleven va durar de juliol a desembre de 1877, a partir de quan els Exèrcits de l'Oest van tallar totes les rutes de subministrament cap a la fortalesa.
A final de novembre, les forces otomanes van intentar trencar el setge en direcció a Opanetos, en el sector defensat per les tropes romaneses. L'intent va fallar i, el 28 de novembre, el comandant Osman Paixà, ferit, va ser capturat. Va lliurar la seva espasa al coronel romanès Mihail Christodulo Cerchez. Els russos a les ordres del mariscal de camp Ióssif Gurko van apoderar-se dels passos d'Stara planinà, que eren crucials per a maniobrar. Després, ambdós bàndols van lluitar a les batalles del Pas de Xipka. Gurko va realitzar diversos atacs al Pas de Xipka i va aconseguir assegurar-lo. Les tropes turques van intentar reprendre aquesta ruta, per a reforçar a Osman Paixà a Pleven, però no ho van aconseguir. Alhora, Gurko va liderar una ofensiva final que va aixafar els turcs al voltant del Pas de Xipka.
L'ofensiva turca al Pas de Xipka és considerada com un dels pitjors errors de la guerra, atès que els altres passos estaven pràcticament sense protecció. En aquells dies, un gran nombre de tropes turques es van mantenir fortificades al llarg de la costa del Mar Negre i es van involucrar en molt poques operacions. Un fort contingent finlandès, una unitat romanesa de més de 40.000 soldats i brigades voluntàries de la població búlgara local van lluitar en la guerra del costat dels russos. Un exèrcit rus va creuar l'Stara Planina per un alt coll nevat a l'hivern, guiat i ajudat pels búlgars locals i va derrotar els turcs a la batalla de Tashkessen i va prendre Sofia. El camí ja estava obert per a un ràpid avanç a través de Plovdiv i Adrianòpolis fins a Constantinoble.

## Intervenen les Potències
El febrer de 1878, l'exèrcit rus gairebé havia arribat a Istanbul però, en témer que la ciutat caigués, els britànics van enviar una flota de cuirassats per intimidar Rússia i evitar que entressin a la ciutat. Sota la pressió de la flota, i havent sofert pèrdues enormes (al voltant de 200.000 homes), Rússia va acceptar buscar un acord; d'aquesta manera se signaria el Tractat de Santo Stefano. (Ayastefanos Anlaşmesı en turc, el 3 de març.

## Conseqüències

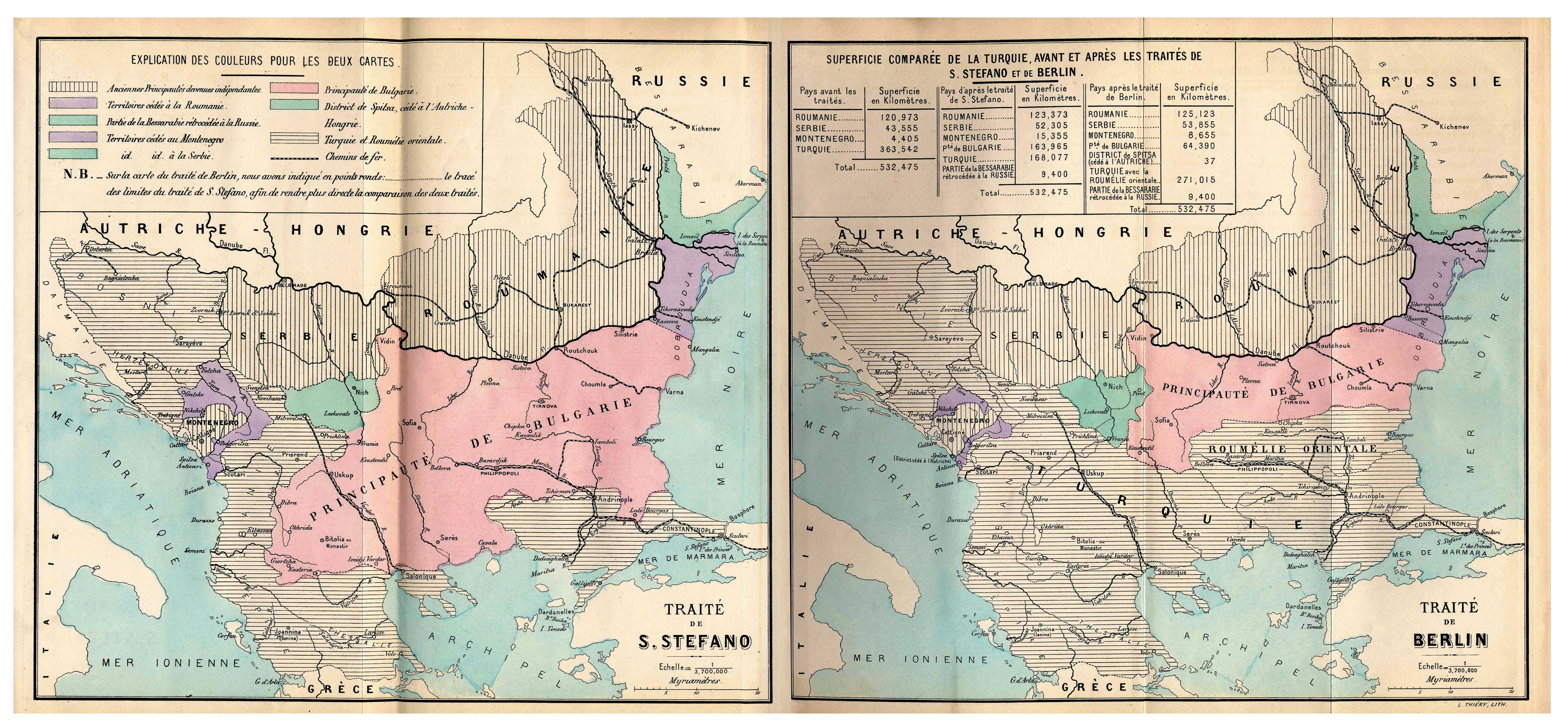
Mapes amb els canvis territorials a l'Imperi Otomà després del Tractat de San Stefano i del Congrés de Berlín.

Amb la victòria de la coalició russa, el Principat de Romania, el Principat de Sèrbia i el Principat de Montenegro van obtenir reconeixement oficial de la independència de facto i de dret de l'Imperi Otomà, es va establir el Principat de Bulgària, i els oblasts de Kars i Batum passen a formar part de l'Imperi Rus, Gran Bretanya va rebre Xipre com a possessió colonial, Bòsnia i Hercegovina va ser ocupada per Àustria-Hongria. També es va produir l'annexió russa de la Bessaràbia Meridional del Principat de Romania, i l'annexió romanesa de la Dobruja septentrional.
Alarmades per l'extensió del poder rus als Balcans, les grans potències es van reunir en el Congrés de Berlín L'amfitrió, Otto von Bismarck va intentar estabilitzar els Balcans, reduir el paper de l'Imperi Otomà, derrotat a la regió, i equilibrar els diferents interessos de Gran Bretanya, l'Imperi Rus i l'Imperi Austrohongarès a la zona. També volia evitar la dominació dels Balcans per part de Rússia o la formació d’una Gran Bulgària i mantenir Constantinoble en mans otomanes, establint finalment el nou Tractat de Berlín en 1878. L'Imperi Otomà va concedir el control de Xipre a Gran Bretanya a canvi del suport dels otomans durant el Congrés, Egipte amb l'Ocupació britànica de 1882 i Tunis.
Ja sigui per la manca de finançament públic, per les insurreccions i la guerra, o pel rebuig generat a Europa pels mètodes brutals utilitzats per reprimir la rebel·lió a Bulgària, el nou soldà Abdul Hamid II no va portar a la pràctica les reformes liberals promeses en 1878 a les potències europees.